# Les filles ne savent pas nager
Pour plus de détails, voir Fiche technique et Distribution.
Les filles ne savent pas nager est un film français réalisé par Anne-Sophie Birot, sorti en 2000. Premier long métrage de la réalisatrice, il a été présenté en avant-première lors du festival du film de Montréal en septembre 2000.

## Synopsis
Lise, une adolescente vivant en région parisienne, apprend la mort de son père juste avant les vacances d'été ; elle devait rejoindre Gwen en Bretagne, son amie et confidente, dont le père sombre dans l'alcoolisme. Les deux jeunes filles réagissent différemment à ces situations difficiles.

## Fiche technique
Sauf indication contraire, les informations mentionnées dans cette section peuvent être confirmées par les bases de données cinématographiques  présentes dans la section « Liens externes ».
- Titre original : Les filles ne savent pas nager
- Titre anglais international : Girls Can't Swim
- Réalisation : Anne-Sophie Birot
- Scénario : Anne-Sophie Birot et Christophe Honoré
- Photographie : Nathalie Durand
- Montage : Pascale Chavance
- Son : Xavier Griette
- Décors : Yvon Moreno
- Costumes : Brigitte Lauber
- Production : Philippe Jacquier
  - Coproduction : Yvon Crenn
  - Production associé : Brigitte Faure
- Sociétés de production : Sépia Productions et YMC Productions
- Société de distribution : Haut et Court
- Pays de production :  France
- Langue originale : français
- Genre : comédie dramatique
- Format : couleurs - 1,66:1 - Dolby
- Durée : 102 minutes
- Dates de sortie : 
  - France : 18 octobre 2000

## Distribution
Sauf indication contraire, les informations mentionnées dans cette section peuvent être confirmées par les bases de données cinématographiques  présentes dans la section « Liens externes ».
- Isild Le Besco : Gwen
- Karen Alyx : Lise
- Pascale Bussières : Céline
- Pascal Elso : Alain
- Marie Rivière : Anne-Marie
- Yelda Reynaud : Solange
- Sandrine Blancke : Vivianne
- Julien Cottereau : Frédo
- Dominique Lacarrière : Rose

## Distinctions
Sauf indication contraire, les informations mentionnées dans cette section peuvent être confirmées par les bases de données cinématographiques  présentes dans la section « Liens externes ».
- Festival international du film de Newport 2001 : mention honorable
- Festival Jean Carmet : prix du jury pour Pascal Elso[1]